# Tour des Flandres 1942
Le Tour des Flandres 1942 est la 26e édition du Tour des Flandres. La course a lieu le 6 avril 1942, avec un départ et une arrivée à Gand sur un parcours de 226 kilomètres. 
Le vainqueur final est le coureur belge Briek Schotte, qui s’impose en solitaire à Gand. Les Belges Georges Claes et Robert van Eenaeme complètent le podium.

## Classement final
|    | Coureur            | Pays     | Équipe             | Temps           |
| -- | ------------------ | -------- | ------------------ | --------------- |
| 1  | Briek Schotte      | Belgique | Thompson           | 6 h 26 min 00 s |
| 2  | Georges Claes      | Belgique | Helyett-Hutchinson | + 5 s           |
| 3  | Robert van Eenaeme | Belgique |                    | + 5 s           |
| 4  | Sylvain Grysolle   | Belgique | Dilecta-Wolber     | + 5 s           |
| 5  | Jules Lowie        | Belgique | Mercier-Hutchinson | + 5 s           |
| 6  | André Declerck     | Belgique |                    | + 5 s           |
| 7  | Frans Bonduel      | Belgique | Dilecta-Wolber     | + 25 s          |
| 8  | André Maelbrancke  | Belgique | Alcyon-Dunlop      | + 1 min 25 s    |
| 9  | Albert Hendrickx   | Belgique | Alcyon-Dunlop      | + 1 min 40 s    |
| 10 | Michel Hermie      | Belgique |                    | + 3 min 10 s    |